# 山下寶藏

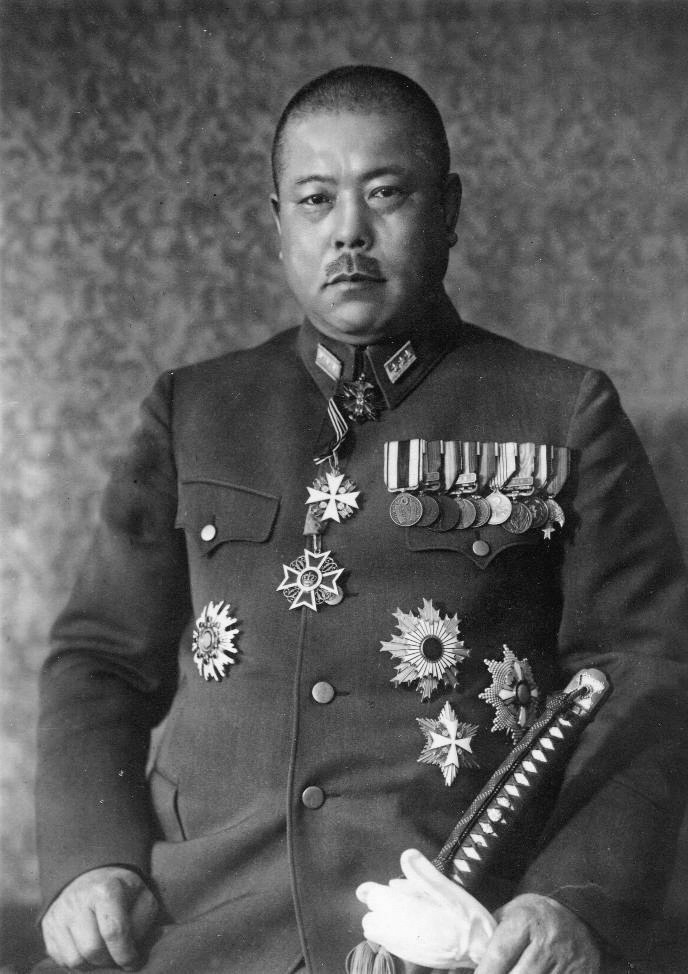
山下奉文大將

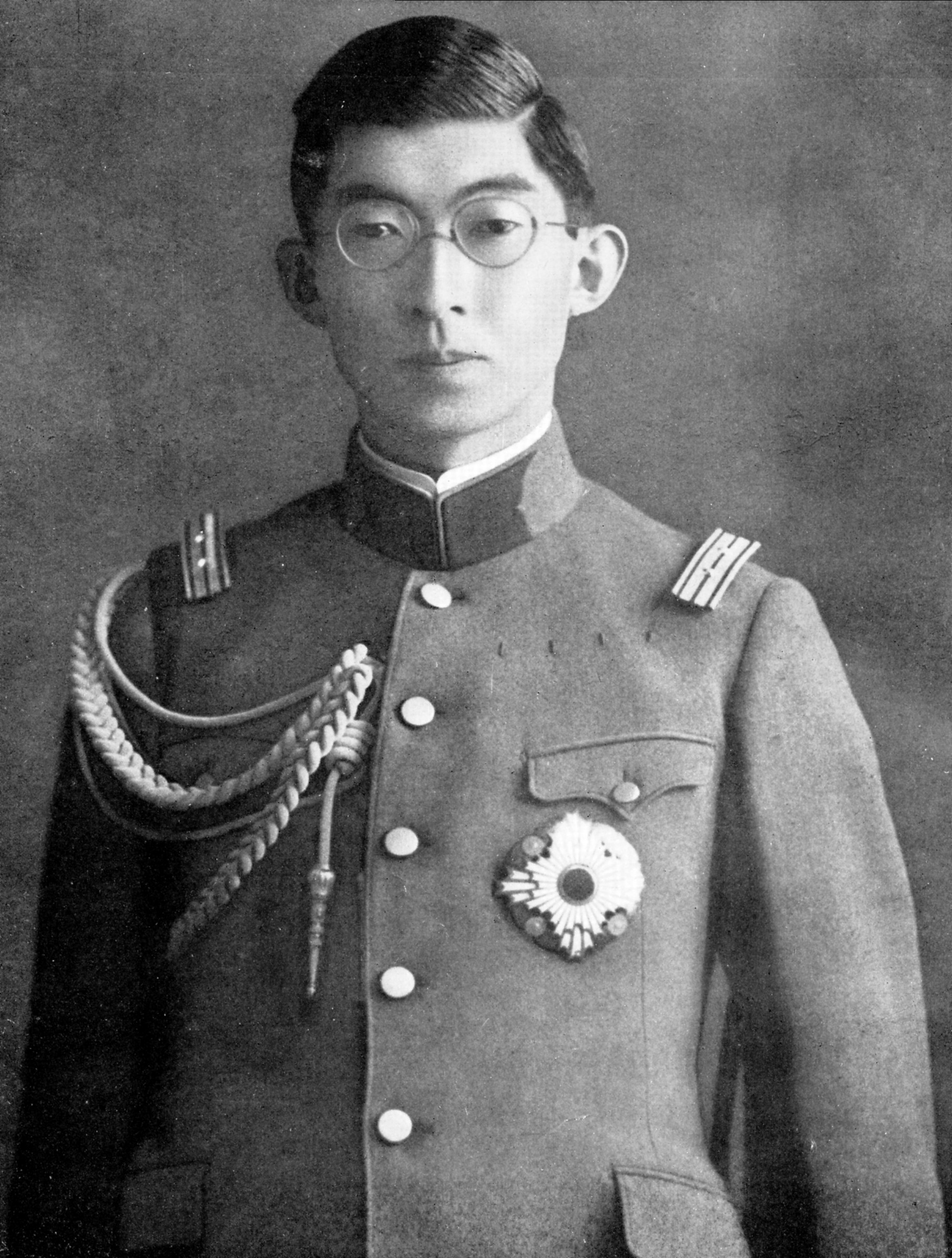
秩父宮雍仁親王

山下寶藏（日语：山下財宝）是指傳說日軍於第二次世界大戰期間，在東南亞各地掠奪的大批黃金與寶藏。
二戰初期，日軍將領山下奉文順利攻佔東南亞等地，掠奪了大量的財寶，日本政府要求將財寶運回本國，但後來盟軍控制了太平洋的航海權，又發生了阿波丸事件，日軍敗逃時，受限於戰勝國的監督撤軍，無法再將財富運回日本，為避免戰勝國接收這些財物，因此山下奉文在东南亚菲律賓許多地方埋藏了大量的財富，被人稱為山下寶藏。
現今在世界各地有相信此說者，會根據傳聞的地點進行開挖行動。但至今仍尚未發現大批寶藏。這有可能是山下寶藏的誤傳，或是詐騙集團假藉挖寶之名而捏造的謊言，因此才有眾多的傳聞中的藏寶地點。

## 傳聞地點
菲律宾
- 1992年，伊梅尔达·马科斯声称，山下宝藏占了她丈夫及前菲律宾总统费迪南德·马科斯的大部分财富。[1]

巴布亞新幾內亞
- 東北部新愛爾蘭省[2]

泰國
- 泰緬邊境[3]

## 相關
- M資金
- 發掘打撈日人埋沉物資監理委員會
- 都市傳說
- 納粹黃金列車
- 德川埋藏金
- 日軍埋藏金